# 울산 상안동 지석묘
울산 상안동 지석묘(蔚山 常安洞 支石墓)는 울산광역시 북구 상안동에 있는 고인돌이다. 2000년 11월 9일 울산광역시의 기념물 제30호로 지정되었다.

## 현지 안내문
상안동 지석묘는 바둑판식 1기로서 상안동 신답마을의 경작지에 있다. 덮개돌은 화강암으로 땅 위에 반듯하게 놓여 있는데, 크기는 길이 210㎝, 너비 170㎝, 두께 100㎝정도이며, 덮개돌 상부 모서리에는 작은 돌로 문질러서 둥글게 판 알[卵] 모양의 성혈(性穴)이 10여 개가 있다. 이 성혈은 풍요(豊饒)와 다산(多産)을 의미하거나 태양을 상징한다고 본다. 덮개돌 아래의 양쪽에는 받침돌이 보이는데 내부 구조는 학술 조사를 실시하지 않아 자세히 알 수 없다. 지석묘 주변 일대는 언덕 같은 능선이 펼쳐져 있어 지석묘와 연관있는 유적이 분포할 가능성이 있다.
이 상안동 지석묘는 북구지역에서는 보기 드문 것으로 청동기시대 상안동 일대의 정치·사회·문화 등을 연구할 수 있는 중요한 자료가 된다.

## 참고 자료
- 울산 상안동 지석묘 - 국가유산청 국가유산포털